# Клермон де Борегар
Клермон де Борегар (фр. Clermont-de-Beauregard) насеље је и општина у југозападној Француској у региону Аквитанија, у департману Дордоња која припада префектури Бержерак.
По подацима из 2011. године у општини је живело 124 становника, а густина насељености је износила 19,87 становника/km². Општина се простире на површини од 6,24 km². Налази се на средњој надморској висини од 115 метара (максималној 164 m, а минималној 75 m).

## Демографија
| 1962. | 1968. | 1975. | 1982. | 1990. | 1999. | 2011. |
| ----- | ----- | ----- | ----- | ----- | ----- | ----- |
| 95    | 102   | 112   | 128   | 123   | 123   | 124   |

График промене броја становника у току последњих година